# Albert Jacob
Paul Albert Jacob (* 27. März 1887 in Irrgang bei Falkenstein/Vogtl.; † 17. Juli 1944 im Zuchthaus Brandenburg-Goerden) war ein von Margret Bechler denunzierter und vom Volksgerichtshof zum Tode verurteilter Bergwerksheizer aus Zwickau. Er ist beim Zwickauer Schwanenteich beigesetzt.

## Leben

### Biografie bis 1943
Paul Albert Jacob wurde am 27. März 1887 in Irrgang bei Falkenstein/Vogtl. als Sohn des Maurers Heinrich Wilhelm Jacob und seiner Frau Henriette Emilie Jacob, geb. Rudolph, geboren. Die Familie hatte fünf Kinder. Die Mutter verstarb bereits im Jahr 1900. Albert Jacob lernte nach Beendigung der Volksschule bei seinem Vater das Maurerhandwerk. 1903 ging er wegen der schlechten heimatlichen Lebensverhältnisse nach Hamburg, arbeitete zunächst in verschiedenen Fabriken und in der Landwirtschaft, um nach einiger Zeit bei der deutschen Handelsmarine als Heizer auf einem Frachtschiff anzuheuern, mit dem er rund um den Globus unterwegs war.
Vom 12. September 1907 bis zum 20. September 1910 leistete Jacob als Heizer auf einem Kriegsschiff Wehrdienst bei der Kaiserlichen Marine. Anschließend fuhr er wieder bei der deutschen Handelsmarine zur See, um dann in Oberlauterbach (Falkenstein/Vogtl.) als Stricker zu arbeiten. Am 8. Juni 1913 heiratete er die Strickerin Hedwig Helene Jacob, geborene Preiss. Aus der Ehe ging der 1920 geborene gemeinsame Sohn Gerhard hervor.
Nach Ausbruch des 1. Weltkrieges musste Jacob erneut als Heizer auf einem Kriegsschiff Militärdienst leisten und war vom 2. August 1914 bis zum 28. Oktober 1919 Angehöriger der Kaiserlichen Marine. Nach seiner Entlassung aus der Marine begann er im Bergbau tätig zu werden. 1921 zog Jacob nach Zwickau-Pölbitz, wo er anfing, als Heizer zu arbeiten. Bis zu seiner Verhaftung am 13. September 1943 arbeitete Jacob auf dem „Bürgerschacht II“ im Erzgebirgischen Steinkohlen-Aktien-Verein (ESTAV) in Zwickau.

### Politisches Engagement
Im Jahr 1919 trat Jacob dem Zentralverband der Maschinisten und Heizer, einer dem Allgemeinen Deutschen Gewerkschaftsbund (ADGB) zugehörigen Gewerkschaft, bei, wo er einige Zeit als Unterkassierer gewerkschaftlich aktiv und bis zur Gleichschaltung der Gewerkschaften 1933 Mitglied war.
Im Jahr 1921 wurde Jacob Mitglied im Roten Frontkämpferbund (RFB) und trat auch in die Kommunistische Partei Deutschlands (KPD) in der Ortsgruppe Zwickau-Pölbitz ein, der er bis zu deren Verbot 1933 angehörte. Auch die Rote Hilfe Deutschlands wurde von Jacob unterstützt. Im November 1932 kandidierte Jacob bei den Wahlen zur Stadtverordnetenversammlung von Zwickau für die KPD, ohne gewählt zu werden.
Nach der Gleichschaltung der Gewerkschaften wurde Jacob 1933 in die Deutsche Arbeitsfront (DAF) übernommen. Im Jahr 1934 trat er dem Kyffhäuserbund bei, den er 1941 wieder verließ. Seit 1936 war Jacob Mitglied der der NS-Volkswohlfahrt (NSV).
In der Literatur wird Jacobs anfängliche politische illegale Arbeit nach der Machtergreifung der Nationalsozialisten am Rande erwähnt. Der Widerstandskämpfer und spätere Bürgermeister von Königswalde, Karl Lauer, Leiter der KPD-Ortsgruppe Zwickau-Pölbitz von 1924 bis 1935, bezeugte nach Kriegsende, dass Jacob illegales Material, darunter die Die Rote Fahne im Kleinformat, für die örtliche Widerstandsgruppe verwahrt und „sein Geheimniss gewahrt und keinen Genossen verraten“ habe. Der Widerstandskämpfer Bruno Badstübner berichtete 1950, dass er 1941 bis 1943 mit Jacob „zusammen illegal gearbeitet“ habe, indem er „die sowjetischen Nachrichten abgehört und weiter verbreitet“ und „die Botschaften von Kriegsgefangenen in der Sowjet-Union [...] den Angehörigen [haben] schriftlich zukommen lassen“.

### Biografie ab 1943, Denunziation durch Margret Bechler
Seit dem 1. September 1939 war das Hören sogenannter Feindsender im Deutschen Reich nach der sogenannten Rundfunkverordnung verboten und unter Strafe gestellt.
Albert Jacob hörte trotzdem seit Ende August 1943 auch den Sender „Freies Deutschland“ des Nationalkomitee Freies Deutschland (NKFD), vor allem die Sendung „Heimatdienst“ mit in der Sowjetunion kriegsgefangenen deutschen Wehrmachtssoldaten, welche unter Angabe der Anschrift der Familie in Deutschland und der Bitte an die Hörer um Weiterleitung Grüßen und Überlebenszeichen an die Familien sprachen.
Am 3. September 1943 hörte Jacob so im Sender „Freies Deutschland“ die Heimatgrüße von Feldwebel Max Kießling aus Selb und Major Bernhard Bechler aus Altenburg: „Hier ist Major Bechler. Ich bitte die Hörer, viele Grüße an meine Frau auszurichten. Ich bin in sowjetischer Kriegsgefangenschaft und es geht mir gegenwärtig sehr gut.“ Jacob schrieb daraufhin zunächst an die Mutter von Kießling und traf sich mit ihr am 11. und 12. September 1943 in Zwickau. Am 13. September 1943 fuhr Jacob nach Altenburg in Thüringen, um Margret Bechler das im Radio gehörte Lebenszeichen ihres Mannes Bernhard zu überbringen. Jacob hatte auch einen anonym verfassten Brief dabei, falls er Margret Bechler nicht antreffen konnte.
Bechler fertigte Jacob an der Tür ab, rief die Kriminalpolizei an, verfolgte den flüchtenden Jacob zusammen mit zwei weiteren Hausbewohnerinnen und veranlasste seine Festnahme. Bechler, die bereits am 5. September 1943 einen anderen, bei ihr drei Tage zuvor aufgetauchten Überbringer von im Radio gehörten Familiengrüßen ihres Mannes bei der Kriminalpolizei angezeigt hatte, sagte noch am 13. September 1943 umfangreich gegen Jacob aus. Bechler war dabei bewusst, dass „auf das Abhören feindlicher Sender die Todesstrafe stand“. Später begründete sie in Vernehmungen ihre Anzeige gegen Jacob damit, dass sie „mit den illegalen Tätigkeiten nicht einverstanden war“ und „mit dem Hingehen zur Gestapo die Haltung unserer Familie zum Ausdruck bringen“ wollte, zudem sei sie „mit jener Vaterlandsliebe großgeworden, die ohne Schwarzweißdenken und Feindbildvorstellungen“ nicht auskam, es hätte „innere und äußere Feinde, Volksfeinde, Staatsfeinde, Judentum und Bolschewismus als große Weltfeinde“ gegeben, es schien „mir selbstverständlich“, „den inneren Feind bekämpfen zu helfen, sofern ich konnte“. Bechler gab an, dass sie den Verrat an Jacob „nicht aus parteipolitischen Gründen getan habe, sondern in der Meinung, dass dies für Deutschland überhaupt nur zum Guten sein könne“.

### Haft und Verurteilung
Jacob wurde von der Gestapo Gera in Gewahrsam genommen und im Landgerichtsgefängnis „Amthordurchgang“ in Gera inhaftiert. Am 15. Dezember 1943 erließ Amtsgerichtsrat Striehn in Gera einen Haftbefehl gegen Albert Jacob, weil er ausländische Radiosender abgehört „und das Gehörte Arbeitskameraden weitererzählt haben soll“, der Tatvorwurf lautete „Vorbereitung zum Hochverrat“. Am 22. Dezember 1943 wurde die Sache vom Sondergericht Weimar an den Volksgerichtshof nach Berlin übersandt. Reichsanwalt Albert Weyersberg erhob gegen den immer noch ohne Verteidiger inhaftierten Albert Jacob am 7. Februar 1944 wegen Vorbereitung zum Hochverrat und Wehrkraftzersetzung beim Volksgerichtshof in Berlin die Anklage, Jacob musste sich innerhalb von drei Tagen zur Anklage äußern. Am 27. März 1944, Albert Jacobs 57. Geburtstag, wurde er frühmorgens um vier Uhr von Gera in das Gefängnis Berlin-Plötzensee gebracht und dabei schwer misshandelt.
Für die spätere Behauptung von Margret Bechler, Jacob habe „im Laufe seiner Haft“ zwei weitere Männer, davon einen Mann namens „Noski“, „in sein Unheil mit hinein gerissen, auch sie waren hingerichtet worden“, gibt es keinerlei Anhaltspunkte.
Am 31. März 1944 um 11.30 Uhr eröffnete der 3. Senat des Volksgerichtshofs die Verhandlung gegen Jacob. Den Vorsitz führte Bruno Makart, als Beisitzer agierten SS-Gruppenführer Leo Petri, Generalarbeitsführer von Mangold und Gebietsführer Moka, Kammergerichtsdirektor Georg Schulze-Weckert war der Berichterstatter des Senats. Anklagevertreter Bruno Dölz beantragte für den Oberreichsanwalt die Todesstrafe gegen Albert Jacob, den dauernden Ehrverlust und die Einziehung des Radios, der vom Volksgerichtshof bestellte Pflichtverteidiger Hans Martin Eckert aus Berlin bat um eine Bestrafung nur wegen Rundfunkverbrechens. Um 13.20 Uhr war die Verhandlung bereits beendet. Der Volksgerichtshof vertagte die Sache, um durch die Gestapo nochmals „Ermittlungen über das Verhalten des Angeklagten im Betriebe“ und „ein politisches Führungszeugnis der Partei“ einholen zu lassen.
Die Verhandlung wurde am 2. Juni 1944 ab 9.00 Uhr fortgesetzt. Der 3. Senat des Volksgerichtshofes tagte nun unter Vorsitz von Landgerichtsdirektor und Volksgerichtsrat Hans Duve aus Braunschweig, Kammergerichtsrat Emil Köhler, Beisitzer Ministerialdirigent Herbert Linden, NSKK-Obergruppenführer Regierungsdirektor Karl Offermann und NSKK-Brigadeführer Alfred Hoffmann sowie Anklagevertreter Heinrich von Zeschau. Nach der Zeugenvernehmung von drei Arbeitskollegen wurde die Verhandlung bereits um 10.20 Uhr wieder beendet und Albert Jacob wegen Wehrkraftzersetzung zum Tode, dauerhafter Ehrlosigkeit und zum Tragen der Prozesskosten verurteilt, weil er „monatelang ausländische, insbesondere sowjetische Sender abgehört und deren Mitteilungen zu Werbungszwecken in seinem Betriebe sowie an Angehörige vermisster Stalingradkämpfer weitergegeben“, habe. Am 6. Juni 1944 wurde Albert Jacob vom Gefängnis Berlin-Plötzensee in das Zuchthaus Brandenburg-Goerden gebracht.

### Kampf um Jacobs Leben
Tags darauf stellten die Nachbarn und Hausbewohner der Schlachthofstraße 15 in Zwickau ein gemeinsames Gnadengesuch an den Oberreichsanwalt Ernst Lautz beim Volksgerichtshof. Die Ehefrau Hedwig und der Sohn Gerhard Jacob ihrerseits wandten sich am 4. Juni 1944 an dieselbe Stelle sowie an die Kanzlei des Führers der NSDAP, Hauptamt für Gnadensachen, um einen Gnadenakt zu erreichen und die Vollstreckung der Todesstrafe abzuwenden. Am 15. Juni 1944 schrieb der Sohn erneut an den Reichsjustizminister und stellte am 20. Juli 1944 nochmals ein weiteres Gnadengesuch. Auch die Hausbewohnerinnen und Nachbarn Jacobs forderten mit einem erneuten Gnadengesuch über Rechtsanwalt Artur Pobbig am 24. Juli 1944, „die ausgeworfene Todesstrafe wenigstens in Zuchthausstrafe herabzusetzen“. Zuvor hatten sich die Frauen über den Anwalt Pobbig erfolglos an Margret Bechler mit der Bitte um Unterstützung des Gnadengesuchs gewandt, diese hatte das Ansinnen jedoch zurückgewiesen.

### Hinrichtung
Bereits am 13. Juli 1944 wurde dem Pflichtverteidiger Eckert unter strengster Verschwiegenheitsverpflichtung die Vollstreckung der Todesstrafe gegen Jacob angekündigt; die Familie erhielt keine Nachricht darüber. Erst am 17. Juli 1944 um 13.30 Uhr teilte man Albert Jacob im Zuchthaus Brandenburg in Gegenwart des Anstaltsarztes mit, dass alle Gnadengesuche vom Reichsjustizminister bereits am 6. Juli 1944 abgelehnt wurden, die Vollstreckung angeordnet sei und das Todesurteil gegen ihn sofort vollstreckt würde. Die Hinrichtung leitete der Amtsgerichtsrat und Ankläger beim Volksgerichtshof Otto Rathmayer, der nach dem Krieg als Landgerichtsrat in Landshut tätig war. Um 15.08 Uhr wurde Albert Jacob im Todestrakt des Zuchthauses Brandenburg mit auf dem Rücken gefesselten Händen dem Berliner Scharfrichter Wilhelm Röttger und drei seiner Gehilfen „ruhig und gefasst, ohne Widerstand“ übergeben, acht Sekunden später war er durch das Fallbeil enthauptet.

### Beisetzung
Die Sterbeurkunde für Albert Jacob wurde unter der Nummer 1775/1944 am 16. September 1944 vom Standesamt Brandenburg ausgestellt. Jacobs Leichnam wurde am 18. Juli 1944 im Krematorium Brandenburg/Havel eingeäschert. Die Herausgabe der Urne an die Familie wurde verweigert und erfolgte erst nach Kriegsende. Die Urnenbeisetzung erfolgte am 7. Juli 1946 zunächst auf dem Hauptfriedhof Zwickau im Gräberfeld II.XVI.74. Jacobs Urne wurde jedoch später wieder aus der Grabstelle entnommen und am 30. Mai 1948 gemeinsam mit denen der Widerstandskämpfer Josef („Sepp“) Dirnberger, Willy Flügel, Max Lippold, Liesel Stark und Marie Helene Heymann, geborene Börner in einer Gruft unter dem Gedenkstein am Schwanenteich in Zwickau zusammen mit den sterblichen Überresten von 320 KZ-Häftlingen beigesetzt.

## Juristische Aufarbeitung
Sofort nach Kriegsende erstattete die Witwe Hedwig Jacob bei der deutschen Polizei Strafanzeige gegen Margret Bechler. Diese wurde daraufhin am 9. Juni 1945 verhaftet, weil nach dem Kontrollratsgesetz Nr. 10 (KRG 10) Art. II 1 c Denunziationen als „Verbrechen gegen die Menschlichkeit“ in allen Besatzungszonen Deutschlands strafrechtlich verfolgt wurden. Das KRG 10 galt verbindlich für alle deutschen Gerichte in allen Besatzungszonen. Die amerikanischen Besatzungsbehörden übergaben Margret Bechler an die sowjetischen Besatzungsbehörden. Nach Aufenthalt in mehreren sowjetischen Internierungslagern wurde Margret Bechler am 19. Juni 1950 unter ihrem Mädchennamen Dreykorn von den deutschen Landrichtern Fuchs und Genrich sowie den Schöffen Delling, Ullmann und Gotte der 3. Großen Strafkammer des Landgerichts Chemnitz im Rahmen der Waldheimer Prozesse wegen des Verrats an Albert Jacob zu lebenslanger Haft verurteilt, ihre Berufung gegen das Urteil wurde zurückgewiesen. Die spätere Behauptung Bechlers, sie sei zum Tode verurteilt und erst später zu lebenslänglicher Haft begnadigt worden, ist offensichtlich unwahr. In den Waldheimer Prozessen wurden mit Margret Bechler 336 Personen, darunter 28 Frauen, wegen Denunziation bestraft. Im Jahr 1956 wurde Bechler aus der Haft entlassen.
Im Jahr 1992 wurde das gegen Bechler verhängte Urteil in einem Rehabilitierungsverfahren aufgehoben, weil das Gerichtsverfahren nicht rechtsstaatlichen Grundsätzen entsprochen hatte. Der Verrat an Jacob blieb damit juristisch formal ungesühnt. Durch das Gesetz zur Aufhebung nationalsozialistischer Unrechtsurteile in der Strafrechtspflege (NS-AufhG) wurden dann 1998 pauschal alle Urteile des Volksgerichtshofes, damit auch das Urteil gegen Albert Jacob, aufgehoben.

## Erinnerung
Am 11. Dezember 1945 wurde Albert Jacob durch die Stadt Zwickau als Opfer des Faschismus anerkannt, im September 1947 auch seine Witwe als Hinterbliebene.
Obwohl Jacob an prominenter Stelle beim Schwanenteich beigesetzt wurde, finden sich dort keine Namenshinweise der Bestatteten. Am 7. Januar 1949 erfolgte in Oelsnitz/Erzgebirge die Umbenennung des bisherigen Hedwig-Schachtes in „Albert-Jacob-Schacht I“ und des Frieden-Schachtes in „Albert-Jacob-Schacht II“. Die Schächte sind heute stillgelegt.
1963 wurde der Witwe von Albert Jacob von der Stadt Zwickau der Status als Hinterbliebene eines Opfers des Faschismus wieder aberkannt, weil sie 1960 mit ihrem Sohn nach Österreich übergesiedelt war.
Eine SED-Publikation von 1966 erwähnte Jacobs Namen gerade noch am Rande der Biografie von Bruno Badstübner, der nach der Hinrichtung Jacobs Witwe unterstützt hatte. In einer weiteren SED-Publikation von 1971 wurde Albert Jacob nur noch im Anhang mit Angabe von Namen, Geburts- und Todesdatum erwähnt, sein Leben und sein Schicksal wurden nicht mehr erzählt. 1986 erfolgte Jacobs Erwähnung im „Ehrenbuch für die im Zuchthaus Brandenburg-Görden ermordeten Antifaschisten“
In dem 1978 erschienenen Buch Warten auf Antwort von Margret Bechler und Mine Stahlmann wurde aus Albert Jacob ein „Anton Jakob“ gemacht und eine Vielzahl falscher Behauptungen aufgestellt. Im Jahr 1992 setzte sich ein Presseartikel kritisch mit den Zeugenaussagen von Margret Bechler in den Prozessen gegen Richter der Waldheimer Prozesse auseinander und erwähnte Jacobs Schicksal
Am 17. Juli 2020, dem Todestag von Albert Jacob, veranstaltete die Gewerkschaft der Polizei (GdP) am Schwanenteich eine Gedenkveranstaltung für Albert Jacob und veröffentlichte eine von dem Polizeigewerkschafter Sven Hüber erarbeitete Broschüre.